# Lobivia subdenudata
Lobivia subdenudata ist eine Pflanzenart in der Gattung Lobivia aus der Familie der Kakteengewächse (Cactaceae). Das Artepitheton subdenudata leitet sich von den lateinischen Worten sub für „unter“ und denudatus für „entblößt“ ab und verweist auf die unbedeutende Bedornung der Triebe.

## Beschreibung
Der graugrüne, einzelne, am Scheitel etwas gedrückte Pflanzenkörper ist kugelförmig und erreicht Wuchshöhen von 5 bis 8 Zentimeter mit Durchmessern von 7 bis 12 Zentimeter. Er hat 10 bis 12, gerade, sehr scharfe Rippen, auf denen sich kleine, cremefarbene, länglich-elliptische Areolen befinden, die 1,5 Zentimeter voneinander entfernt sind. Die Dornen sind gräulich braun und oft in der Areolenwolle versteckt. Der aufrechte Mitteldorn ist bis zu 2 Millimeter lang. Die 3 bis 7 an der Basis geschwollenen Randdornen werden bis 1,5 Millimeter lang.
Die weißen bis hellrosafarbenen, schmal trichterförmigen, über dem Fruchtknoten etwas gebogenen Blüten sind 17 bis 20 Zentimeter lang. Sie erscheinen seitlich in der Nähe der Triebspitze und öffnen sich in der Nacht. Die blassgrüne Blütenröhre wird bis zu 15 Zentimeter lang und erreicht Durchmesser von bis zu 7 Zentimeter. Der elliptische Fruchtknoten ist 15 Millimeter lang und 8 bis 10 Millimeter breit. Seine purpurnen Schuppen sind gespitzt und mit langen weißen und schwarzen Haaren versehen. Der 12 Millimeter lange Griffel ist wie die Staubblätter weiß.

## Verbreitung und Systematik
Lobivia subdenudata ist bei Angosto de Villamontes im Municipio Entre Ríos im Departamento Tarija in Bolivien in Höhenlagen von 600 Metern verbreitet. Das Verbreitungsgebiet reicht möglicherweise bis nach Paraguay.
Die Erstbeschreibung als Echinopsis subdenudata erfolgte 1956 durch Martín Cárdenas. Boris O. Schlumpberger stellte die Art 2012 in die Gattung Lobivia.

## Nachweise